# Fran Bošnjaković
Fran Bošnjaković (1902-1993) fue un ingeniero croata especializado en temas termodinámicos.
Bošnjaković nació en Zagreb, donde se formó. Terminó su educación en la Universidad Técnica de Dresde  en Alemania. Se doctoró en ingeniería en 1928 y en 1931 se convirtió en Privatdozent o profesor de la misma universidad. 
A la llegada de Hitler al poder, su carrera se bloqueó y aceptó el puesto de profesor asociado en la Universidad de Belgrado en 1934. Regresó a la Universidad de Zagreb en 1936. Tras 1945, con el nuevo régimen comunista yugoslavo, fue degradado y pasó dos años de trabajos forzados. En 1951 llegó sin embargo a ser rector de la Universidad de Zagreb. Sus desacuerdos políticos con el régimen continuaron y terminó aceptando un puesto de investigador en Alemania.
En 1953, comenzó a dar clases en la Technische Hochschule de Braunschweig, llegando a ser jefe del Departamento de Termodinámica y Director del Instituto de Termotecnia. En 1961 fundó el Instituto de Termodinámica para la Aeronáutica y la Astronáutica en la Universidad de Stuttgart, donde permaneció hasta su retiro en 1968. Allí fue fundador de grupos de investigación dedicados a la Termodinámica irreversible, la Transferencia de masa y termocinética, Radiación y Plasma y la Transferencia de Calor. Tras su jubilación pasó años como profesor visitante en varias universidades estadounidenses.
Su área de trabajo abarcó varios temas: exergía, evaporación, sistemas binarios y multicomponentes, transferencias de calor y masa, combustión, gasificación, plasma de altas temperaturas]], colectores solares, procesos irreversibles... Junto a M. Jakob describió los proncipios de la ebullición nucleada en líquido sobrecalentado. Se le atribuye haber definido el concepto de eficiencia termodinámica. 
Fue autor de varios libros de texto como Technische Thermodynamik, (Termodinámica Técnica, 1935, Dresde) que tuvo siete ediciones y fue traducido al inglés (Technical Thermodynamics) y ruso (Tehnicheskaya termodinamika).
Como reputado científico, fue miembro de Academias en Heidelberg y Venecia. Tras 1991, fue también miembro de la Academia Croata de Ciencias y Artes de Zagreb. Ganó una Medalla Grashfof de la Verein Deutscher Ingenieure y las medallas de oro de la Associatione Thermotechnica Italiana y del Institut Français des combustibles et de l'énergie.